# Преступность в Северной территории
Северная территория — субъект федерации в составе Австралии, расположенный на севере материковой части страны, — отличается высоким уровнем преступности. Город Дарвин, административный центр Северной территории, имеет самый высокий уровень преступности среди всех австралийских городов, в то время как Алис-Спрингс имеет второй показатель преступности среди австралийских городов (и самый высокий показатель убийств). Борьбу с преступностью ведет полиция Северной территории.
В Северной территории наиболее тяжелые преступления совершаются бандами байкеров. Дарвинское отделение клуба Hells Angels, как полагают, ответственно за организацию полу-организованной преступной деятельности на территории Северной территории.

## Преступность в Алис-Спрингс
Преступность в Алис-Спрингс является острой социальной проблемой. Возникла она по причине высокого уровня безработицы среди аборигенов, живущих в многочисленных лагерях вокруг и в самом городе.